# Église Notre-Dame de Courthioust
L'église de Courthioust est une église catholique située à Colonard-Corubert, en France.

## Localisation
L'église est située dans le département français de l'Orne, sur la commune de Colonard-Corubert.

## Historique
L'édifice est classé au titre des monuments historiques en 1983.

## Vues

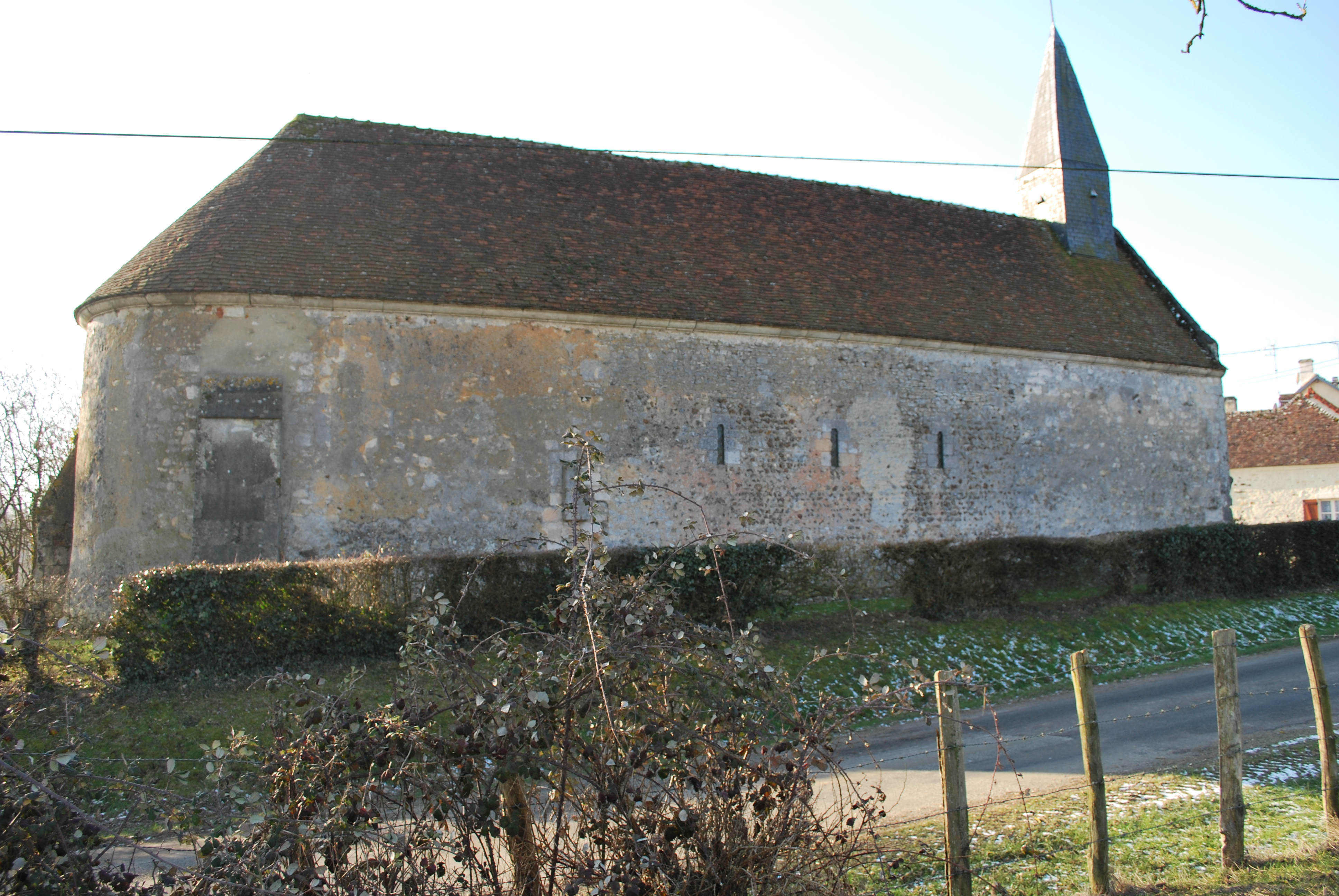
Façade Nord.